# 柯比·布萊恩日
柯比‧布萊恩日（英語：Kobe Bryant Day），或稱科比日、Kobe日、曼巴日，為美國官方所定的紀念日之一，由洛杉磯及加州橙縣政府為紀念前NBA球員柯比·布萊恩所定，以感謝柯比·布萊恩對洛杉磯的奉獻也希望延續他的遺志，分別以柯比·布萊恩曾穿過的球衣號碼「8」以及「24」，將8月24日正式定為「柯比‧布萊恩日」。

## 歷史
2016年4月，柯比·布萊恩完成在NBA職業生涯的最終戰並正式宣布退役。8月，美國洛杉磯市議會正式宣布8月24日為洛杉磯「柯比‧布萊恩日」，以柯比·布萊恩所穿過的球衣號碼「8」及「24」號，將8月24日正式定為「柯比‧布萊恩日」，以感謝柯比·布萊恩20多年職業生涯對洛杉磯的付出，並讓市民們予以紀念、慶祝柯比·布萊恩所帶來的美好歲月。
2020年1月，柯比·布萊恩與他的二女兒吉安娜於直升機墜機意外中逝世。8月，為紀念柯比·布萊恩，美國加州橙縣（柯比·布萊恩與家人長期居住地）正式宣布8月24日為「柯比‧布萊恩日」，以鼓勵大眾延續柯比·布萊恩精神「幫助需要幫助的年輕人、鼓勵他們追求自己的夢想」。
8月23日，MLB洛杉磯道奇於「柯比‧布萊恩日」前一日的比賽中穿上柯比·布萊恩的球衣予以致敬。Nike推動「曼巴週」系列活動，推出新廣告與系列商品，以他的傳奇生涯和「曼巴精神」（熱愛（Passion）、堅韌（Resilience）、不懈（Relentlessness）、無畏（Fearlessness）、樂觀（Optimism））為核心，向柯比·布萊恩致敬並激勵所有人，另外也發表科比系列特殊版鞋款，並捐100萬美元給予紀念柯比·布萊恩父女所成立的基金會Mamba and Mambacita Sports Foundation。
8月24日，NBA洛杉磯湖人於「柯比‧布萊恩日」對拓荒者的比賽中穿上柯比·布萊恩曾參與設計的「黑曼巴球衣」，球衣右胸則印有他的二女兒吉安娜的球衣號碼2號，以向柯比·布萊恩致敬。NBA洛杉磯湖人主場史坦波中心旁的菲格羅亞街路名改為「柯比布萊恩大道」（Kobe Bryant Boulevard）。